# 蒂赫拉斯 (博克龍區)
蒂赫拉斯（西班牙語：Tijeras），是巴拿馬的城鎮，位於該國西部，由奇里基省的博克龍區負責管轄，面積17.5平方公里，海拔高度96米，2010年人口2,670，人口密度每平方公里152.6人。